# Ösjöbols naturreservat
Ösjöbol är ett naturreservat i Uppvidinge kommun i Kronobergs län.
Området är skyddat sedan 2009 och är 68 hektar stort. Det är beläget 6 km västnordväst om Åseda samhälle och utgörs av en mosaik med skog, myr och sjö. Bland annat finns vidsträckta gungflyn, tallmossar av skvattramtyp och sumpskog med både tall, gran och björk.

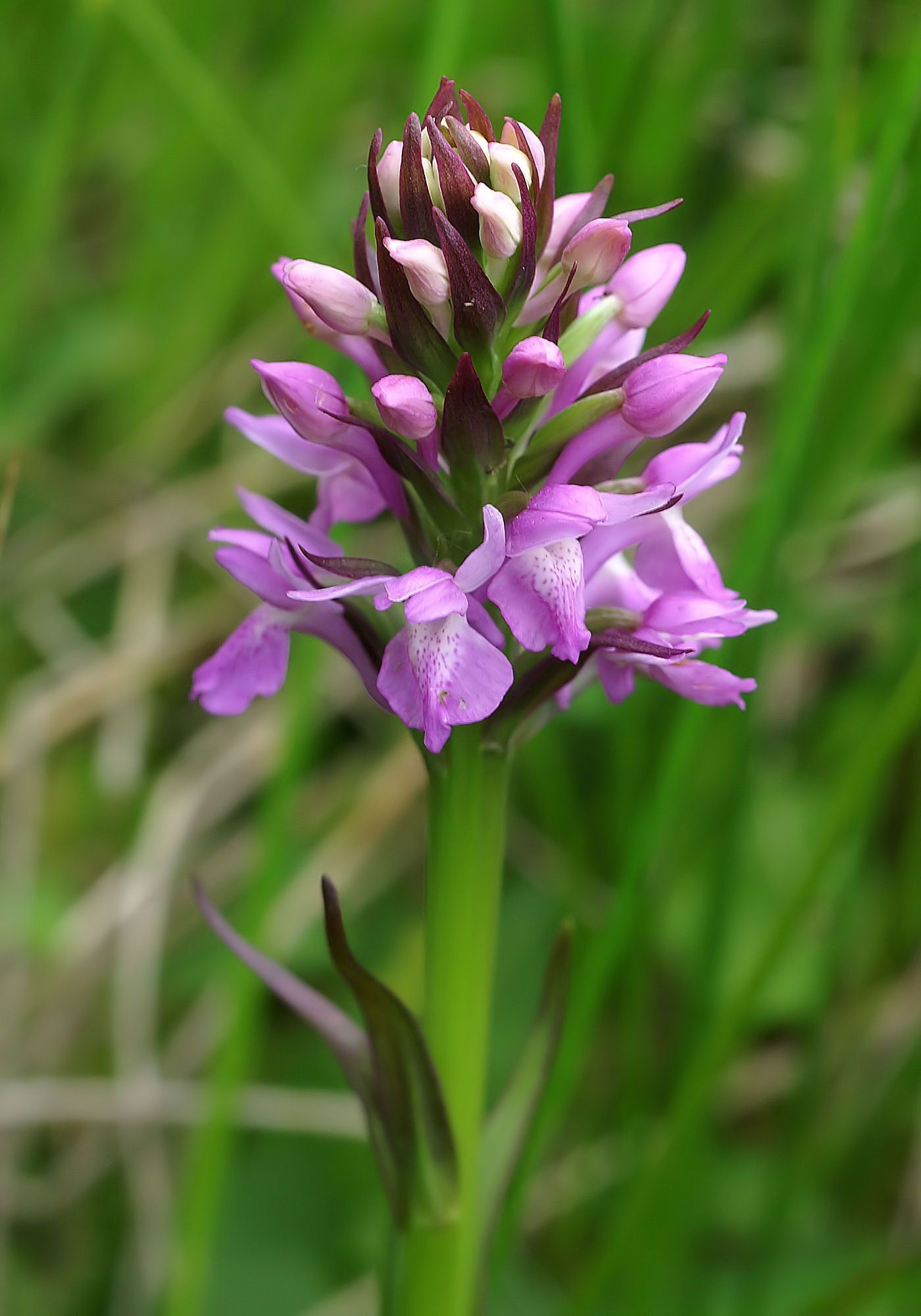
Mossnycklar

Delarna med skog domineras av tall liksom på våtmarkernas öar. Orkidéen mossnycklar växer i en del kärr. I våtmarkerna finns några mindre gölar men även delar av sjöarna Ösjön och Norrsjön.
I området förekommer många fågelarter varav tjäder, orre, trana, lärkfalk och blå kärrhök nämns här.